# Ndjolé
Ndjolé är en ort i Gabon, nordöst om Lambaréné, belägen vid Ogooué-floden och den transgabonesiska järnvägen. Dess invånarantal uppgick 2013 till 6 877 personer. Ndjolé är känd som en bas för timmerflottning och som en knutpunkt för transporter. Ndjolé är den sista orten som kan nås av flodbåtar som reser uppför Ogooué, då floden ovanför orten bildar forsar.